# FurryMUCK
FurryMUCK é um dos mais antigos e maiores jogo no estilo MUD. Foi fundado em 1990  como um espaço online para fãs de furry se conhecerem e participarem de partidas virtuais de Role-playing. Com o passar do tempo, FurryMUCK tornou-se um dos lugares principais do furry fandom, com uma quantidade considerável de usuários onlines.
Muitos fãs de furry afirmam que a primeira exposição no fandom veio através do FurryMUCK.